# Cựu Đài tệ
Cựu Đài tệ (hay Đài tệ cũ) là tiền tệ đã được sử dụng 1946-1949, bắt đầu ngay sau khi Đài Loan được bàn giao từ Đế quốc Nhật Bản cho Chính phủ Quốc dân. Tiền tệ Cựu Đài tệ được Ngân hàng Đài Loan phát hành. Lạm phát phi mã khiến đồng Tân Đài tệ được đưa vào thay thế vào tháng 6 năm 1949, ngay trước khi cuộc di tản của Quốc dân Đảng khỏi Trung Quốc đại lục vào tháng 12.

## Lịch sử

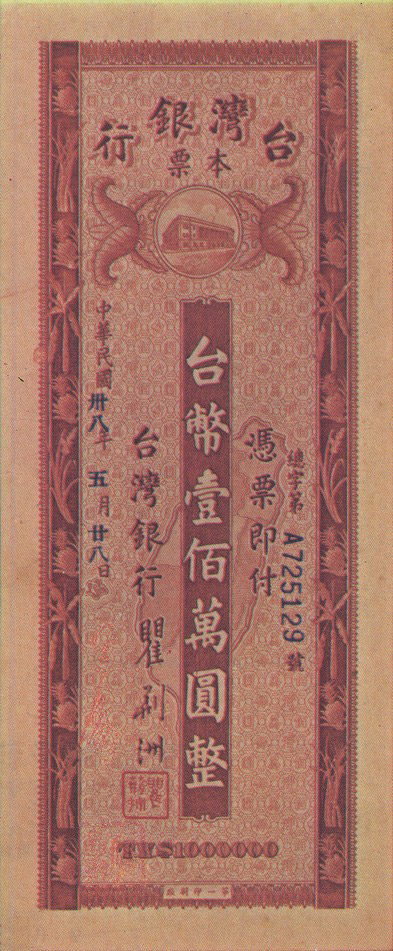
Tấm séc của người mang mệnh giá 1.000.000 đô la Đài Loan (TW$1.000.000) do Ngân hàng Đài Loan phát hành. Lạm phát phi mã đã dẫn các cơ quan cấp giấy tờ séc của người mang một triệu đô la vào năm 1948.

Đài Loan dưới sự cai trị của Nhật Bản từ 1895 đến 1945 và chính quyền thực dân Đài Loan đã phát hành đồng yên Đài Loan trong giai đoạn này thông qua Ngân hàng Đài Loan. Năm 1945, sau khi Đế quốc Nhật Bản bị đánh bại trong thế chiến II, Đài Loan đã được bàn giao cho Trung Hoa Dân quốc. Trong vòng một năm, chính quyền Quốc dân đảng nắm quyền kiểm soát Ngân hàng Đài Loan và phát hành đô la Đài Loan (còn được gọi là nguyên Quốc dân đảng Đài Loan hoặc TWN) như là một thay thế "tạm thời" cho đồng yên Đài Loan với tỷ lệ một đổi một. Tiền giấy mới ban đầu được in ở Thượng Hải và được chuyển đến Đài Bắc. Sau khi Quốc dân đảng củng cố quyền kiểm soát của họ đối với Đài Loan, tiền giấy được in ở Đài Bắc. Tiền tệ không được chia nhỏ (không có xu) và không có đồng tiền nào được phát hành.
Do nội chiến Trung Quốc vào cuối những năm 1940, Đài Loan, như Trung Quốc đại lục, bị lạm phát.  Khi nạn lạm phát trở nên tồi tệ, chính phủ đã phát hành tiền giấy với mệnh giá cao hơn và cao hơn, lên đến một triệu nhân dân tệ. Bởi vì lạm phát của đồng đô la Đài Loan chỉ là một tác dụng phụ của lạm phát của nhân dân tệ Trung Quốc của Trung Quốc đại lục, nó giảm giá ở một tốc độ chậm hơn so với tiền tệ được sử dụng trên đất liền.
Đồng đô la Đài Loan đã được thay thế bằng đồng đô la Tân Đài tệ vào ngày 15 tháng 6 năm 1949, với tỷ lệ 1 đô la mới đến 40.000 đô la cũ. Phe Quốc dân đảng đã bị phe Cộng sản đánh bại vào tháng 12 cùng năm và rút lui về Đài Loan. Chính phủ sau đó tuyên bố trong các quy định tạm thời có hiệu lực trong thời gian bị phe Cộng sản đánh bại mà đô la do Ngân hàng Đài Loan phát hành sẽ trở thành đồng tiền mới trong lưu thông.

## Tiền giấy
Các mệnh giá của đồng cựu Đài tệ trong lưu thông là:
| Sự định hướng                      | Giá trị         | Kích thước  | Màu chính       | Miêu tả                                                 | Miêu tả                               | Ngày   | Ngày                 |
| Sự định hướng                      | Giá trị         | Kích thước  | Màu chính       | Mặt trước                                               | Mặt sau                               | Năm in | Ngày in              |
| ---------------------------------- | --------------- | ----------- | --------------- | ------------------------------------------------------- | ------------------------------------- | ------ | -------------------- |
| Phong cách ngang tiền giấy         | 1 đô la         | 130 × 70 mm | Xanh da trời    | Tôn Trung Sơn, Ngân hàng Đài Loan, bản đồ Đài Loan      | Trận hải chiến chống lại người Hà Lan | 1946   | 22 tháng 5 năm 1946  |
| Phong cách ngang tiền giấy         | 5 đô la         | 135 × 73 mm | Đỏ              | Tôn Trung Sơn, Ngân hàng Đài Loan, bản đồ Đài Loan      | Trận hải chiến chống lại người Hà Lan | 1946   | 22 tháng 5 năm 1946  |
| Phong cách ngang tiền giấy         | 10 đô la        | 141 × 77 mm | Xanh xám        | Tôn Trung Sơn, Ngân hàng Đài Loan, bản đồ Đài Loan      | Trận hải chiến chống lại người Hà Lan | 1946   | 22 tháng 5 năm 1946  |
| Phong cách ngang tiền giấy         | 50 đô la        | 144 × 77 mm | Nâu             | Tôn Trung Sơn, Ngân hàng Đài Loan, bản đồ Đài Loan      | Trận hải chiến chống lại người Hà Lan | 1946   | 1 tháng 9 năm 1946   |
| Phong cách ngang tiền giấy         | 100 đô la       | 154 × 82 mm | Xanh lá cây     | Tôn Trung Sơn, Ngân hàng Đài Loan, bản đồ Đài Loan      | Trận hải chiến chống lại người Hà Lan | 1946   | 1 tháng 9 năm 1946   |
| Phong cách ngang tiền giấy         | 500 đô la       | 158 × 84 mm | Đỏ              | Tôn Trung Sơn, Ngân hàng Đài Loan, bản đồ Đài Loan      | Trận hải chiến chống lại người Hà Lan | 1946   | 17 tháng 5 năm 1948  |
| Phong cách ngang tiền giấy         | 100 đô la       | 154 × 81 mm | Xanh lá cây     | Tôn Trung Sơn, Ngân hàng Đài Loan, bản đồ Đài Loan      | Trận hải chiến chống lại người Hà Lan | 1947   | 1 tháng 2 năm 1948   |
| Phong cách ngang tiền giấy         | 1000 đô la      | 158 × 86 mm | Xanh lam-xám    | Tôn Trung Sơn, Ngân hàng Đài Loan, bản đồ Đài Loan      | Trận hải chiến chống lại người Hà Lan | 1948   | 17 tháng 5 năm 1948  |
| Phong cách ngang tiền giấy         | 1000 đô la      | 158 × 86 mm | Xanh lam-xám    | Tôn Trung Sơn, Ngân hàng Đài Loan, bản đồ Đài Loan, Mía | Trận hải chiến chống lại người Hà Lan | 1948   | 17 tháng 8 năm 1948  |
| Phong cách ngang tiền giấy         | 10 000 đô la    | 160 × 86 mm | Xanh lá cây đậm | Tôn Trung Sơn, Ngân hàng Đài Loan, bản đồ Đài Loan, Mía | Trận hải chiến chống lại người Hà Lan | 1948   | 11 tháng 12 năm 1948 |
| Phong cách ngang tiền giấy         | 10 000 đô la    | 143 × 67 mm | Đỏ              | Tôn Trung Sơn, bản đồ Đài Loan                          | Ngân hàng Đài Loan                    | 1949   | 17 tháng 5 năm 1949  |
| Phong cách ngang tiền giấy         | 100 000 đô la   | 146 × 63 mm | Đỏ              | Tôn Trung Sơn, bản đồ Đài Loan                          | Ngân hàng Đài Loan                    | 1949   | Không in             |
| Phong cách dọc kiểm tra của Bearer | 5000 đô la      | 60 × 147 mm | Cam             | Ngân hàng Đài Loan                                      | Không (không phân biệt)               | None   | 3 tháng 5 năm 1948   |
| Phong cách dọc kiểm tra của Bearer | 10 000 đô la    | 61 × 150 mm | Xanh da trời    | Ngân hàng Đài Loan                                      | Không (không phân biệt)               | None   | 1 tháng 5 năm 1948   |
| Phong cách dọc kiểm tra của Bearer | 100 000 đô la   | 61 × 150 mm | Đỏ              | Ngân hàng Đài Loan                                      | Không (không phân biệt)               | None   | 3 tháng 9 năm 1948   |
| Phong cách dọc kiểm tra của Bearer | 1 000 000 đô la | 61 × 150 mm | Nâu đỏ          | Ngân hàng Đài Loan                                      | Không (không phân biệt)               | None   | tháng 12 năm 1948    |